# Gulnara Fatkúlina
Gulnara Fatkúlina Ivànova (en russe : Гульнара Фаткулина), née le 25 décembre 1971 à Khodjent (Tadjikistan), est une coureuse cycliste russe.

## Palmarès sur piste

### Championnats du monde
- Manchester 1996
  -  Médaillée de bronze de la course aux points

## Palmarès sur route
- 1991
  - 3e de Tour de Alto-Aragon
- 1992
  - Coppa delle Nazioni
  - 2e du GP Liberazione
  -  Médaillée de bronze du championnat du monde du contre-la-montre par équipes
- 1993
  -  Championne de Russie sur route
  - 4e étape du Tour de Berlin
  - 3e de Tour de Sicile
- 1994
  - Gracia Orlová
    - Classement général

  - Tour de la Haute-Garonne
    - Classement général

  - Druzba
  - 2e étape du Tour de l'Aude cycliste féminin
  - 4e de la course en ligne aux championnats du monde sur route
- 1995
  - 2e du Tour du Portugal
  - 3e de Driedaagse van de Vendee
- 1996
  - Ster der Vogezen
  - 2e du championnat de Russie du contre-la-montre
- 1999
  - Ronde van Pordenone
    - Classement général
    - 2e étape

  - 8e étape du Tour d'Italie
- 2000
  - 3e du Rotterdam Tour